# آروین اسلاختر
آروین اسلاختر (هلندی: Arvin Slagter؛ زادهٔ ۱۹ اکتبر ۱۹۸۵) بازیکن بسکتبال ۳ نفره اهل هلند است.
وی در مسابقات کشوری و بین‌المللی در مجموع برندهٔ ۱ مدال طلا شده است.